# Rain Dogs (série de televisão)
Rain Dogs é uma série de televisão britânica de comédia dramática criada, escrita e produzida por Cash Carraway para a BBC One e HBO. Estreou na HBO em 6 de março de 2023 e é estrelado por Daisy May Cooper, Jack Farthing, Ronkẹ Adékoluẹjo e Fleur Tashjian. A série foi aclamada pela crítica, com elogios especiais pelo roteiro e atuação de seu elenco.

## Sinopse
Uma história de amor pouco convencional entre uma mãe solteira da classe trabalhadora, sua filha e um homem gay privilegiado.

## Elenco
- Daisy May Cooper como Costello
- Jack Farthing como Selby
- Ronkẹ Adékoluẹjo como Gloria
- Fleur Tashjian como Iris
- Stephen Wight como Brett
- Adrian Edmondson como Lenny
- Sam Hazeldine como Paul
- Steve Toussaint como o Duque
- Tom Durant-Pritchard como Richard
- Anna Chancellor como Allegra
- Tanya Moodie como Serena
- Karl Pilkington como Simon
- Emily Fairn como Frida

## Recepção da crítica
No Rotten Tomatoes, Rain Dogs detém um índice de aprovação de 93% com base em 30 resenhas. O consenso dos críticos do site diz: "Autenticamente brutal com pitadas de humor que são ainda mais fiéis à vida, Rain Dogs é uma história revigorante de trabalho árduo que prova ser imensamente gratificante". No Metacritic, tem uma classificação média ponderada de 88 em 100 com base em 13 críticas, indicando "aclamação universal".